# Antonius Subianto Bunyamin
Antonius Subianto Bunyamin, né le 14 février 1968 à Bandung dans la province de Java occidental, est un prélat indonésien, membre de l'ordre de la Sainte Croix (O.S.C), évêque du diocèse de Bandung en Indonésie depuis 2014.

## Biographie
Antonius Subianto Bunyamin est né et a grandi à Bandung au sein de la Paroisse Sainte Odile où il était Servant d'autel et engagé au sein de la Légion de Marie.

## Formation
En 1983, il entre au Petit séminaire de Mertoyudan (id) à Magelang puis il poursuit au Grand séminaire. Au cours de ses années de séminaire, il obtient une licence en Théologie à l'Université Catholique de Parahyangan
Antonius Subianto Bunyamin est ordonné prêtre pour l'ordre de la Sainte Croix le 26 juin 1996,

## Évêque
Il est nommé évêque le 3 juin 2014 par le pape François et reçoit la Consécration épiscopale le 25 août 2014 des mains de Mgr.Ignatius Suharyo Hardjoatmodjo, Mgr. Johanes Maria Pujasumarta et Mgr. Paskalis Bruno Syukur.